# Glos-sur-Risle
Glos-sur-Risle település Franciaországban, Eure megyében. Lakosainak száma 598 fő (2022. január 1.). Glos-sur-Risle Écaquelon, Freneuse-sur-Risle, Montfort-sur-Risle, Pont-Authou és Thierville községekkel határos.

## Népesség
A település népességének változása:
| Lakosok száma | 413  | 404  | 442  | 427  | 542  | 581  | 591  | 599  | 604  | 598  |
|               | 1968 | 1982 | 1990 | 2006 | 2013 | 2015 | 2017 | 2019 | 2020 | 2022 |